# Nguyễn Đình Chiểu
Nguyễn Đình Chiểu (chữ Hán: 阮廷炤; 1822 - 1888), tục gọi là cụ đồ Chiểu (khi dạy học), tự Mạnh Trạch, hiệu Trọng Phủ, Hối Trai (sau khi bị mù), là một nhà thơ lớn của miền Nam trong nửa cuối thế kỷ 19. Vào ngày 21/3/2021, ông được UNESCO công nhận là Danh Nhân Văn Hoá Thế Giới. Năm 1932 khu lăng mộ của ông đã được nhà nước công nhận là Khu di tích lịch sử văn hoá cấp Quốc gia. Đến năm 2017, khu di tích này tiếp tục được Bộ VH-TT&DL cấp bằng công nhận Khu di tích văn hoá, lịch sử cấp Quốc gia đặc biệt.

## Thân thế và sự nghiệp
Nguyễn Đình Chiểu sinh ngày 13 tháng 5 năm Nhâm Ngọ (1 tháng 7 năm 1822) tại quê mẹ là làng Tân Thới, phủ Tân Bình, huyện Bình Dương, tỉnh Gia Định (nay thuộc phường Cầu Kho, Quận 1, Thành phố Hồ Chí Minh).
Ông xuất thân trong gia đình nhà nho. Cha ông là Nguyễn Đình Huy, người làng Bồ Điền, xã Phong An, huyện Phong Điền, tỉnh Thừa Thiên; nay là tỉnh Thừa Thiên Huế. Lớn lên, ông Huy cưới vợ ở đây và đã có 2 con (1 trai và 1 gái). Mùa hạ tháng 5 năm Canh Thìn (1820) Tả quân Lê Văn Duyệt được triều đình Huế phái vào làm Tổng trấn Gia Định Thành. Đến đầu mùa thu, Nguyễn Đình Huy đi theo Tả quân để tiếp tục làm thư lại ở Văn hàn ty thuộc dinh Tổng trấn. Ở Gia Định, ông Huy có thêm người vợ thứ là bà Trương Thị Thiệt người làng Tân Thới, sinh ra 7 con (4 trai, 3 gái) và Nguyễn Đình Chiểu chính là con đầu lòng.

### Tiểu sử
Thuở bé, Nguyễn Đình Chiểu được mẹ nuôi dạy. Năm lên 6, 7 tuổi, ông theo học với một ông thầy đồ ở làng.
Năm 1832, Tả quân Lê Văn Duyệt mất. Năm sau (1833), con nuôi Tả quân là Lê Văn Khôi, vì bất mãn đã làm cuộc nổi dậy chiếm thành Phiên An ở Gia Định, rồi chiếm cả Nam Kỳ. Trong cơn binh biến, cha của Nguyễn Đình Chiểu bỏ trốn ra Huế nên bị cách hết chức tước. Song vì thương con, cha ông lén trở vào Nam, đem con ra gửi cho một người bạn đang làm Thái phó ở Huế để tiếp tục việc học. Nguyễn Đình Chiểu sống ở Huế từ 11 tuổi (1833) đến 18 tuổi (1840) thì trở về Gia Định.
Năm Quý Mão (1843), ông đỗ Tú tài ở trường thi Gia Định lúc 21 tuổi. Khi ấy có một nhà họ Võ hứa gả con gái cho ông.
Năm 1847, ông ra Huế học để chờ khoa thi năm Kỷ Dậu (1849). Lần này ông cùng đi với em trai là Nguyễn Đình Tựu (10 tuổi).

### Mẹ mất, bị mù lòa
Ngày rằm tháng 11 năm Mậu Thân (31 tháng 12 năm 1848), mẹ Nguyễn Đình Chiểu mất ở Gia Định. Được tin, ông bỏ thi, dẫn em theo đường bộ trở về Nam chịu tang mẹ.
Trên đường trở về, vì quá thương khóc mẹ, vì vất vả và thời tiết thất thường nên đến Quảng Nam thì Nguyễn Đình Chiểu bị ốm nặng. Trong thời gian nghỉ chữa bệnh ở nhà một thầy thuốc vốn dòng dõi Ngự y, tuy bệnh không hết nhưng ông cũng đã học được nghề thuốc. Lâm cảnh mù mắt, hôn thê bội ước, cửa nhà sa sút... Nguyễn Đình Chiểu đóng cửa chịu tang mẹ cho đến năm 1851 thì mở trường dạy học và làm thuốc ở Bình Vi (Gia Định). Truyện thơ Lục Vân Tiên của ông có lẽ được bắt đầu sáng tác vào thời gian này.
Năm 1854, Nguyễn Đình Chiểu cưới Lê Thị Điền (1835-1886, người làng Thanh Ba, huyện Cần Giuộc; trước thuộc Gia Định, nay thuộc tỉnh Long An) làm vợ. Bà Điền là em gái thứ năm của Lê Tăng Quýnh, học trò ông, vì cảm phục và mến thương thầy đã xin gia đình tác hợp. Truyện thơ Dương Từ-Hà Mậu của ông có lẽ được bắt đầu sáng tác vào thời gian này.

### Dạy học, làm thuốc và sáng tác thơ văn
Năm 1858, quân Pháp nổ súng vào Đà Nẵng. Vấp phải sự kháng cự quyết liệt của quân và dân Việt, quân Pháp vào Nam đánh phá thành Gia Định vào đầu năm 1859. Sau khi tòa thành này thất thủ (17 tháng 2 năm 1859), Nguyễn Đình Chiểu đưa gia đình về sống ở Thanh Ba (Cần Giuộc), tức quê vợ ông. Vô cùng đau đớn trước thảm cảnh mà quân Pháp đã gây nên cho đồng bào, và rất thất vọng về sự hèn yếu, bất lực của triều đình, ông đã sáng tác ra bài thơ "Chạy giặc".
Đêm rằm tháng 11 năm Tân Dậu (16 tháng 12 năm 1861), những nghĩa sĩ mà trước đây vốn là nông dân, vì quá căm phẫn kẻ ngoại xâm, đã quả cảm tập kích đồn Pháp ở Cần Giuộc, tiêu diệt được một số quân của đối phương và viên tri huyện người Việt đang làm cộng sự cho Pháp. Khoảng 15 nghĩa sĩ bỏ mình. Những tấm gương đó đã gây nên niềm xúc động lớn trong lòng nhân dân. Theo yêu cầu của Tuần phủ Gia Định là Đỗ Quang, Nguyễn Đình Chiểu làm bài "Văn tế nghĩa sĩ Cần Giuộc", để đọc tại buổi truy điệu các nghĩa sĩ đã hy sinh trong trận đánh này.
Sau Hòa ước Nhâm Tuất 1862, 3 tỉnh miền Đông Nam Kỳ mất về tay Pháp, theo phong trào "tỵ địa", Nguyễn Đình Chiểu cùng gia đình rời Thanh Ba (Cần Giuộc) về Ba Tri (Bến Tre) vì không thể sống chung với họ. Chia tay với bạn bè thân quen, ông đã tự tay sáng tác bài thơ "Từ biệt cố nhân".
Về Ba Tri, ông tiếp tục dạy học, làm thuốc và đem ngòi bút yêu nước của mình ra phục vụ cuộc đấu tranh anh dũng của đồng bào Nam Kỳ suốt trong hơn 20 năm mặc dù đã mù lòa.
Năm 1863, em trai út ông là Nguyễn Đình Huân theo Đốc binh chống Pháp, hy sinh ở Cần Giuộc.
Tháng 8 năm 1864, thủ lĩnh cuộc kháng chiến chống Pháp ở Gò Công là Trương Định bị thương rồi tuẫn tiết ở Ao Dinh; xúc động, Nguyễn Đình Chiểu làm bài văn tế và 12 bài thơ liên hoàn để điếu.
Năm 1867, Kinh lược sứ Phan Thanh Giản và Đốc học Vĩnh Long Nguyễn Thông tổ chức đưa di hài nhà giáo Võ Trường Toản từ làng Hòa Hưng (Gia Định) về táng ở Bảo Thạnh (Ba Tri), Nguyễn Đình Chiểu có đến dự lễ rước.
Ngày 4 tháng 8 năm đó (1867), Phan Thanh Giản tuẫn tiết vì không giữ được thành Vĩnh Long, Nguyễn Đình Chiểu có làm 2 bài thơ điếu. Có thể ông bắt đầu soạn quyển thơ Ngư tiều vấn đáp nho y diễn ca trong năm này.
Năm 1868, thủ lĩnh kháng Pháp ở Ba Tri là Phan Tòng (còn có tên là Phan Ngọc Tòng) hy sinh, ông làm 10 bài thơ điếu.
Năm 1877, Nguyễn Đình Chiểu dời đến ở làng An Bình Đông (sau đổi là An Đức) cách chợ Ba Tri khoảng 2 cây số.
Năm 1883, Tỉnh trưởng Bến Tre là Michel Ponchon đã đến nhà để yêu cầu ông nhuận chính quyển thơ Lục Vân Tiên, đồng thời ngỏ ý trao trả lại ruộng vườn của ông mà họ đã chiếm đoạt. Ông khẳng khái nói: "Đất vua không ai trả thì đất riêng của tôi có sá gì", rồi khước từ mọi hứa hẹn giúp đỡ của chính quyền thực dân. Lại hỏi ý muốn riêng của ông, ông đáp "muốn tế vong hồn nghĩa sĩ Lục tỉnh", và được viên Tỉnh trưởng chấp thuận. Sau đó, ông tổ chức lễ tế tại chợ Ba Tri, và đọc bài "Văn tế nghĩa sĩ trận vong Lục tỉnh".

### Qua đời
Năm 1886, vợ ông là bà Lê Thị Điền mất lúc 51 tuổi. Buồn rầu vì vợ mất, vì cảnh nước mất nhà tan đã bấy lâu, phần vì bệnh tật ngày càng trầm trọng, 2 năm sau, ngày 24 tháng 5 năm Mậu Tý (3 tháng 7 năm 1888), Nguyễn Đình Chiểu cũng qua đời tại Ba Tri, thọ 66 tuổi. Ngày đưa tiễn nhà thơ Nguyễn Đình Chiểu về cõi vĩnh hằng, cánh đồng An Bình Đông rợp trắng khăn tang của những người mến mộ ông.
Ông được an táng cạnh mộ vợ, nay thuộc ấp Giồng Cục, xã An Đức, huyện Ba Tri, tỉnh Bến Tre.

## Tác phẩm chính
- Lục Vân Tiên (truyện thơ Nôm, bắt đầu soạn khoảng 1851), gồm 2.082 câu thơ lục bát. Đây là một "bản trường ca ca ngợi chính nghĩa, những đạo đức đáng quý đáng trọng ở đời" đã làm nên tên tuổi Nguyễn Đình Chiểu,[19] và là một tác phẩm lớn của văn học Việt Nam, được nhân dân, đặc biệt là nhân dân Nam Bộ yêu chuộng.[17]. Sau thời gian phổ biến theo lối truyền miệng, truyện Lục Vân Tiên đã được Duy Minh Thị (tên thật là Trần Quang Quang ở Chợ Lớn) khắc in lần đầu ở Trung Quốc trước năm 1864, và đã được các nhà văn như Aubaret, Abel de Michels, Bajot... dịch ra tiếng nước ngoài.[20]
- Dương Từ – Hà Mậu (truyện thơ Nôm, bắt đầu soạn khoảng 1854). Căn cứ bản Tân Việt (Sài Gòn, 1964) do Phan Văn Hùm sao lục và hiệu đính, thì tập thơ gồm 3.456 câu, trong đó phần lớn là thơ lục bát, có xen thơ luật Đường (33 bài) và các thể khác...[21] Tác giả mượn câu chuyện này để nói lên thái độ của ông đối với đạo Phật và Công giáo Rôma mà ông không tán thành.[22]
- Ngư Tiều vấn đáp nho y diễn ca (Ngư tiều y thuật vấn đáp, 1867?), gồm 3.642 câu, trong đó phần lớn là thơ lục bát, có xen 21 bài thơ và một số bài thơ ca, phú... trích từ các sách thuốc Trung Quốc.[23] Đây là một quyển sách dạy nghề làm thuốc chữa bệnh, viết dưới hình thức truyện thơ Nôm. Song giá trị chủ yếu ở việc tác giả đã lồng tư tưởng yêu nước vào nội dung y thuật.[24]

Ngoài ra, ông còn để lại khoảng 37 bài thơ và văn tế, trong số đó có nhiều bài nổi tiếng như: 
- Chạy giặc (1859)
- Từ biệt cố nhân (1859)
- Tế Cần Giuộc sĩ dân trận vong văn (tức Văn tế nghĩa sĩ Cần Giuộc, 1861)
- Mười hai bài thơ và bài văn tế Tướng quân Trương Định (1864)
- Thơ điếu Đông các Đại học sĩ Phan Thanh Giản (2 bài, 1867)
- Mười bài thơ điếu Ba Tri Đốc binh Phan Tòng (1868)
- Lục tỉnh sĩ dân trận vong văn (Văn tế nghĩa sĩ trận vong Lục tỉnh, chưa biết đích xác thời điểm sáng tác).[25]
- Hịch kêu gọi nghĩa binh đánh Tây (chưa xác định thời điểm sáng tác)
- Thảo thử hịch (Hịch đánh chuột, chưa xác định thời điểm sáng tác)
- Ngóng gió đông (chưa xác định thời điểm sáng tác)
- Thà đui (chưa xác định thời điểm sáng tác), v.v...

## Sự nghiệp văn chương
Nguyễn Đình Chiểu là một nhà nho tiết tháo, sống theo đạo nghĩa, tuy mang khiếm khuyết về cơ thể mù lòa và gặp lúc biến loạn nhưng vẫn giữ được phẩm cách thanh cao. Ông không chỉ là người con có hiếu, người thầy thuốc mẫu mực mà còn là một nhà thơ yêu nước, đã để lại nhiều tác phẩm có giá trị.
Ông là nhà thơ có quan niệm văn chương nhất quán. Ông chủ trương dùng văn chương biểu hiện đạo lý và chiến đấu cho sự nghiệp chính nghĩa. Nói khác hơn, ông làm thơ là để "chở đạo, sửa đời và dạy người". Vì vậy, mỗi vần thơ của ông đều ngụ ý khen chê công bằng, rạch ròi, và đều bộc lộ một tấm lòng thương dân yêu nước của ông.
Sự nghiệp văn chương của ông, có thể chia thành hai thời kỳ sáng tác:
- Giai đoạn đầu (những năm 50 của thế kỷ 19): Trong giai đoạn này, ông viết "Lục Vân Tiên" và "Dương Từ-Hà Mậu". Có thể xem đây là thời kỳ khẳng định tư tưởng nhân nghĩa, tư tưởng yêu nước yêu dân của ông.
- Giai đoạn sau bắt đầu từ ngày quân Pháp đến chiếm lấy Gia Định (1859) cho đến khi ông qua đời (1888): ngòi bút của ông ở giai đoạn này gắn bó mật thiết với cuộc sống của người dân mất nước. Trong nhiều tác phẩm như "Chạy giặc", "Văn tế nghĩa sĩ Cần Giuộc", "Lục tỉnh sĩ dân trận vong"... ông đã lên án mạnh mẽ quân Pháp xâm lược, phê phán triều đình nhu nhược, đồng thời ca ngợi tinh thần nghĩa khí và những tấm gương chiến đấu anh dũng của nhân dân. Đây là giai đoạn phát triển cao và rực rỡ của sự nghiệp văn chương Nguyễn Đình Chiểu.
Dù ở giai đoạn nào, trong các tác phẩm của ông nổi bật lên ba đặc điểm về nội dung và hình thức, đó là:
- Ông thường dùng chữ Nôm, và bằng ngôn ngữ nghệ thuật bình dị, giàu sức gợi cảm khiến cho tác phẩm của ông có sức thu hút mạnh mẽ người đọc, nhất là đối với nhân dân miền Nam.
- Ông là nhà thơ đầu tiên xây dựng thành công hình ảnh những người nông dân trong văn học Việt, đắp tô tượng đài vĩnh cửu về người anh hùng Nam Bộ tiên phong trong công cuộc chống thực dân Pháp xâm lược.
- Ông đề cao tư tưởng Nho gia, xem ra có vẻ bảo thủ. Song điều đáng chú ý là các tư tưởng ấy mang nội dung đạo nghĩa nhân dân, gắn chặt với ý thức trách nhiệm đối với vận mệnh của đất nước, do đó có một ý nghĩa xã hội to lớn, khởi đầu cho một thời đại văn chương sử thi mới sau này.
So với các trước tác của các nhà văn cùng thời, Nguyễn Đình Chiểu đã có một thái độ tích cực hơn, vì dân vì nước hơn. Tuy không đứng vào hàng ngũ cầm khí giới, nhưng ông rất có cảm tình với họ, chia sẻ với họ cái hờn mất nước, lòng căm ghét quân địch và bọn hợp tác...

## Giai thoại

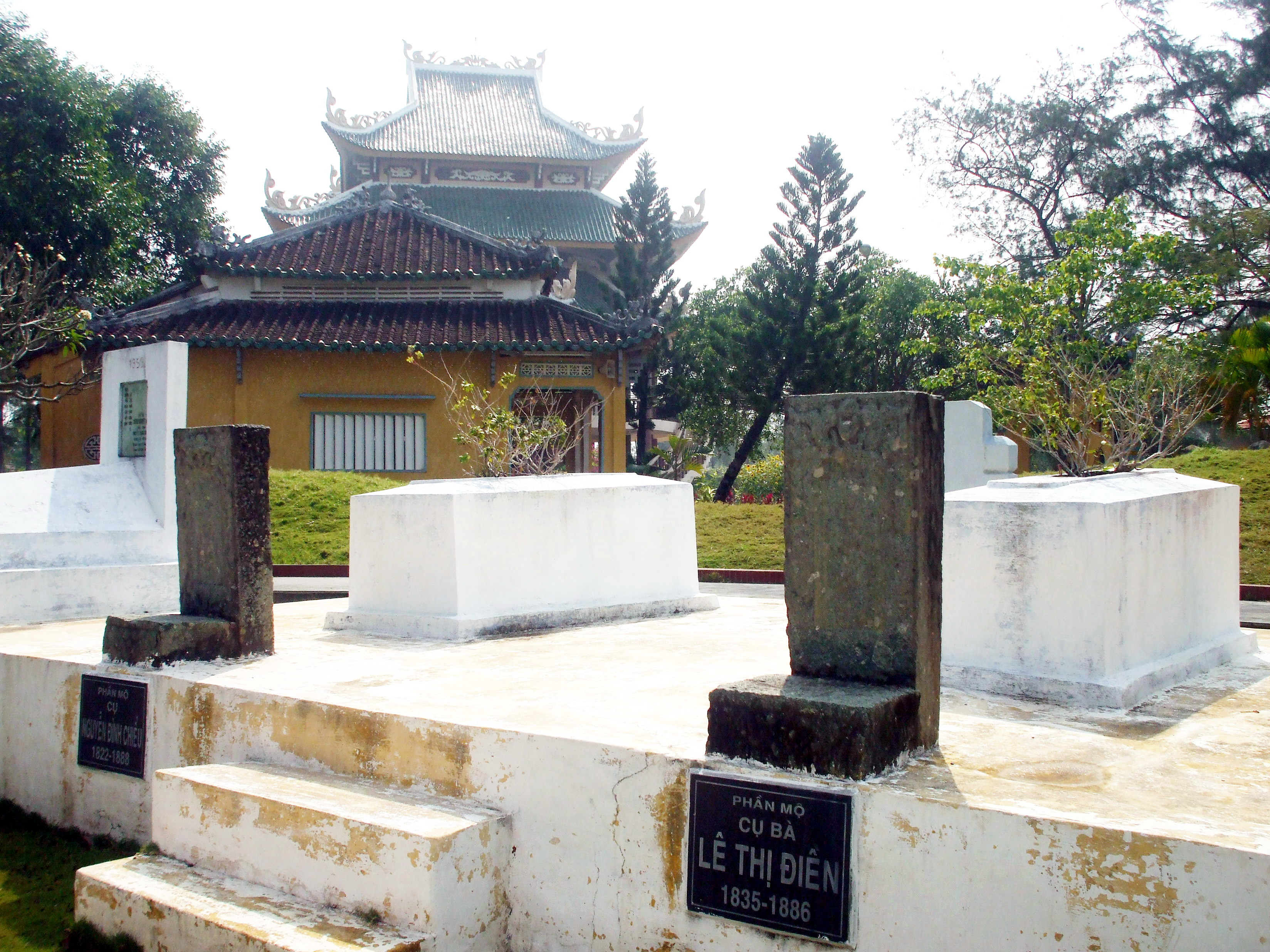
Mộ Nguyễn Đình Chiểu (trái), mộ vợ ông (phải), phía xa là mộ Sương Nguyệt Anh và đền thờ của ông

Thực dân Pháp cho Tôn Thọ Tường là bạn của Đồ Chiểu đến dụ dỗ ông. Đến mấy lần, nhưng lần nào đều bị Đồ Chiểu tìm cớ lánh mặt, sau Tường gửi tặng hủ mắm cá lóc, mà Tường nói rõ trong thư là chính tay của vợ mình làm, để biếu bạn xưa. Sau khi ăn gần hết, Đồ Chiểu mới phát hiện ở dưới đáy hũ có mấy nén vàng, ông vô cùng tức giận, viết thư trách Tôn Thọ Tường và sai người trả lại vàng.
Michel Ponchon, tỉnh trưởng tỉnh Bến Tre cũng đã mấy lần thân hành đến nhà Đồ Chiểu. Có lần lấy cớ nhờ nhuận sắc bản Lục Vân Tiên, nhưng ông giả vờ điếc đặc. Có lần viên quan này thông báo việc trả lại ruộng đất ở Tân Thới (Gia Định) cho Đồ Chiểu nhưng nhận được câu trả lời: "Đất vua còn phải bỏ, thì đất tôi sá gì!" Lần khác, M. Ponchon đặt ra vấn đề cấp dưỡng, Đồ Chiểu nói: "Tôi đây đang sống đầy đủ trong sự tôn kính của các môn đệ và sự quý mến của đồng bào. Điều đó đã làm tôi thỏa mãn lắm rồi"... Duy nhất có một lần, M. Ponchon hỏi Đồ Chiểu về một ước nguyện. Đồ Chiểu nói chỉ mong ước chính phủ Pháp cho ông tổ chức một buổi lễ tế vong hồn những người dân đã chết trận, và đã được viên quan này đồng ý. Hôm đó, tại chợ Đập (nay là chợ Ba Tri), nghe Đồ Chiểu đọc bài văn tế thảm thiết, đông đảo mọi người đến dự đều không cầm được nước mắt...

## Thông tin liên quan
- Nguyễn Đình Chiểu có tất cả là ba người con trai và ba người con gái. Trong số đó có nữ sĩ Sương Nguyệt Anh (con gái, thứ tư)[30] và Nguyễn Đình Chiêm (con trai, thứ năm) đều là người có tiếng trong giới văn chương.
- Toàn thể khu đền thờ và mộ Nguyễn Đình Chiểu tại huyện Ba Tri (Bến Tre) đã được Bộ Văn hóa-Thông tin công nhận là di tích quốc gia đặc biệt vào ngày 22 tháng 12 năm 2016.[31]
- Năm 1970, Bưu chính Việt Nam Cộng Hòa phát hành bộ tem mang tên "Thi sĩ Việt Nam Nguyễn Đình Chiểu", gồm 02 mẫu tem mệnh giá 6đ và 10đ[32]. Con tem khắc họa hình ảnh Nguyễn Đình Chiểu cùng các tác phẩm "Lục Vân Tiên" và "Văn tế Nghĩa sĩ".

## Vinh danh
Trong thời kỳ chiến tranh Việt Nam, vào năm 1965 Hội Văn nghệ Giải phóng Miền Nam đã lập ra Giải thưởng Nguyễn Đình Chiểu dành tặng cho các tác giả, tác phẩm nổi bật trong lĩnh vực văn học, nghệ thuật ở miền Nam.

### Các công trình gắn liền với tên tuổi Nguyễn Đình Chiểu
Cuối năm 1945, chính quyền Việt Nam Dân chủ Cộng hòa của Mặt trận Việt Minh đã cho đổi tên đường mang tên người Pháp trước đây thành đường phố mang tên danh nhân người Việt Nam, trong đó có phố Nguyễn Đình Chiểu ở thành phố Hà Nội (nay là phố Phủ Doãn) và ở thành phố Hải Phòng (nay là phố Tôn Thất Thuyết). Tuy nhiên, sau khi thực dân Pháp chiếm lại được các thành phố này vào cuối năm 1946 thì tên phố Nguyễn Đình Chiểu cũng bị mất đi và trở lại bằng các tên đường mang tên người Pháp như cũ.
Sau đó, chính quyền Quốc gia Việt Nam do Bảo Đại đứng đầu vốn trực thuộc khối Liên hiệp Pháp cũng cho đặt tên đường phố mang tên Nguyễn Đình Chiểu tại các thành phố này trên cơ sở một lần nữa xóa bỏ tên đường mang tên người Pháp cũ. Cụ thể, từ đầu năm 1951 tại thành phố Hà Nội lại có phố Nguyễn Đình Chiểu tại khu vực làng Ngũ Xã cũ nằm ven bờ hồ Trúc Bạch; đến năm 1954 tới lượt thành phố Hải Phòng cũng cho đổi tên ngõ Đồng Lùn cũ thành ngõ Nguyễn Đình Chiểu. Tuy nhiên, sau đó ở Hải Phòng ngõ này đã đổi lại tên cũ thành ngõ Đồng Lùn cho đến nay; và tại Hà Nội đến năm 1964 trên cơ sở cho rằng con phố Nguyễn Đình Chiểu ngắn và nhỏ như vậy hoàn toàn không phù hợp với công lao to lớn của ông đối với đất nước, chính quyền Hà Nội lại cho đổi tên phố Nguyễn Đình Chiểu cũ thành phố Nam Tràng và giữ nguyên cho đến ngày nay; còn phố số 296 vốn chưa có tên nằm ven hồ Bảy Mẫu thì cho đặt tên là phố Nguyễn Đình Chiểu.
Từ năm 1950, tại vùng Hòa Hưng, Sài Gòn đã có một con đường nhỏ mang tên đường Nguyễn Đình Chiểu. Đến năm 1955, chính quyền Sài Gòn đổi tên thành đường Hòa Hưng cho đến ngày nay.
Ở Thành phố Hồ Chí Minh trước năm 1975 (lúc đó bao gồm Đô thành Sài Gòn và tỉnh Gia Định) có tới hai con đường mang tên Nguyễn Đình Chiểu: 
- Tại Đô thành Sài Gòn cũ, từ ngày 22 tháng 3 năm 1955 Nguyễn Đình Chiểu được đặt tên cho một con đường khá nhỏ ở vùng Tân Định, đi ngang qua Viện Pasteur, nối từ đường Hai Bà Trưng đến đường Trương Minh Giảng (nay là đường Trần Quốc Thảo). Ngày 14 tháng 8 năm 1975, đường Nguyễn Đình Chiểu cũ bị thay đổi tên thành đường Trần Quốc Toản, còn đường Phan Đình Phùng cũ thì đổi tên thành đường Nguyễn Đình Chiểu theo Quyết định của Ủy ban Quân quản thành phố Sài Gòn - Gia Định.
- Tại xã Phú Nhuận thuộc quận Tân Bình, tỉnh Gia Định cũ, từ sau năm 1955 cũng có một con đường ngắn và nhỏ mang tên là đường Nguyễn Đình Chiểu, giữ nguyên tên cho đến ngày nay.

Hiện nay, nhiều tên đường tại các thành phố (Hà Nội, Thành phố Hồ Chí Minh, Huế, Đà Nẵng, Đà Lạt...) và tên trường học (nhất là các trường dành cho trẻ em khuyết tật) ở Việt Nam được mang tên ông.

### Danh nhân văn hoá thế giới
- Ngày 23/11/2021 tại Paris/Pháp, Đại hội đồng UNESCO lần thứ 41 đã thông qua trong danh sách "Danh nhân văn hóa và sự kiện lịch sử niên khóa 2022 – 2023" để UNESCO cùng các nước vinh danh và tham gia kỷ niệm năm sinh/năm mất của các nhân vật lịch sử được công nhận. Hồ sơ kỷ niệm 200 năm ngày sinh của danh nhân Nguyễn Đình Chiểu và kỷ niệm 250 năm ngày sinh, 200 năm ngày mất của nữ sĩ Hồ Xuân Hương được thông qua cùng với 58 hồ sơ khác của các nước bạn.
- Tối ngày 30/6/2022, tại khu di tích Quốc gia đặc biệt mộ và đền thờ cụ Nguyễn Đình Chiểu, tỉnh Bến Tre và tổ chức UNESCO đã trọng thể tổ chức Lễ kỷ niệm 200 năm ngày sinh Danh nhân Nguyễn Đình Chiểu (1822 - 2022). Chủ tịch Nước Nguyễn Xuân Phúc dự và phát biểu chỉ đạo. Ngoài ra, tại buổi lễ còn có chương trình nghệ thuật "Đạo sáng mãi giữa đời" đã tôn vinh danh nhân Nguyễn Đình Chiểu là Danh nhân Văn hóa Thế giới đầu tiên của Nam Bộ.

## Ảnh

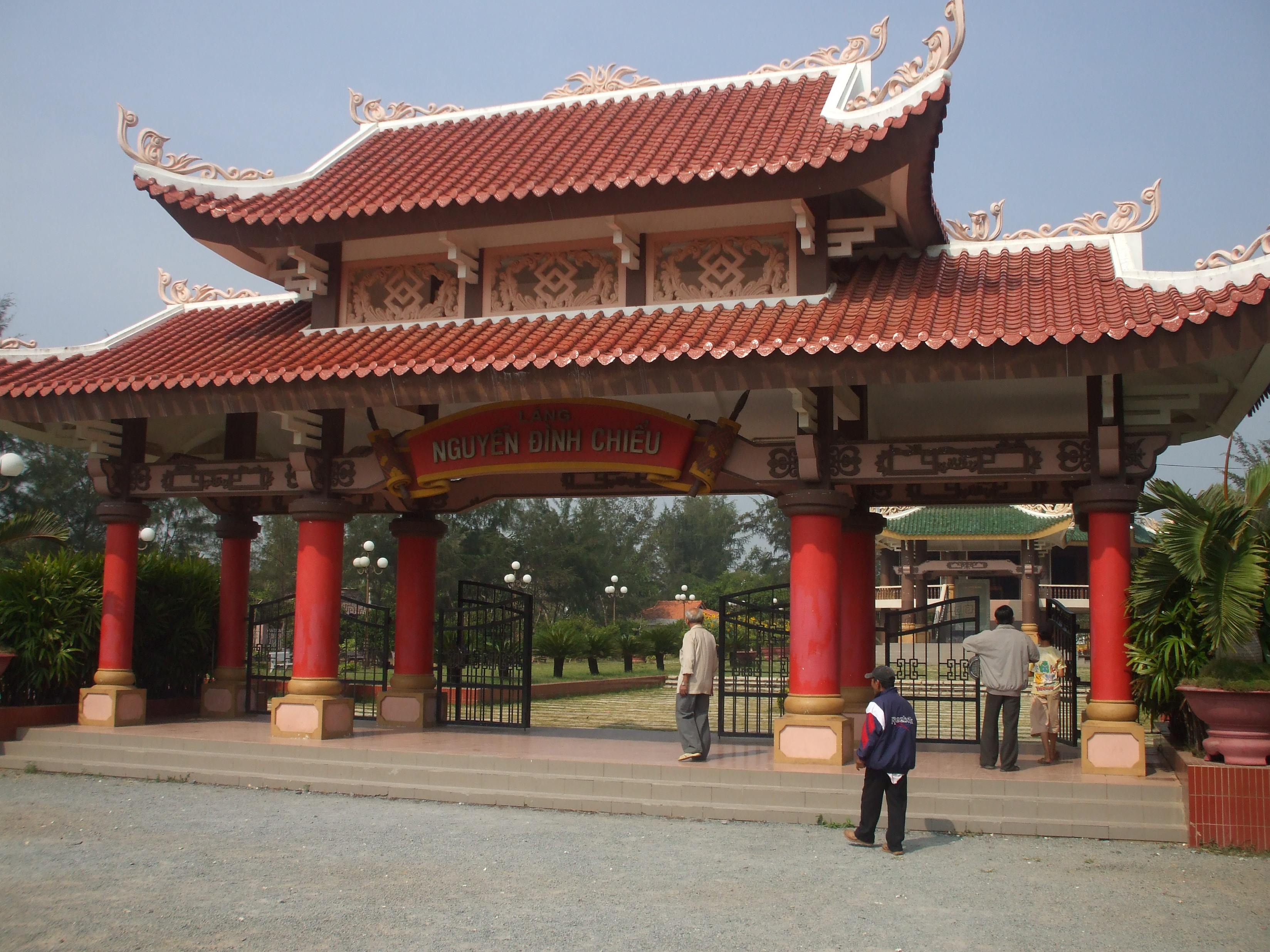
Cổng vào khu di tích đền thờ và mộ Nguyễn Đình Chiểu tại xã An Đức, Ba Tri, Bến Tre.
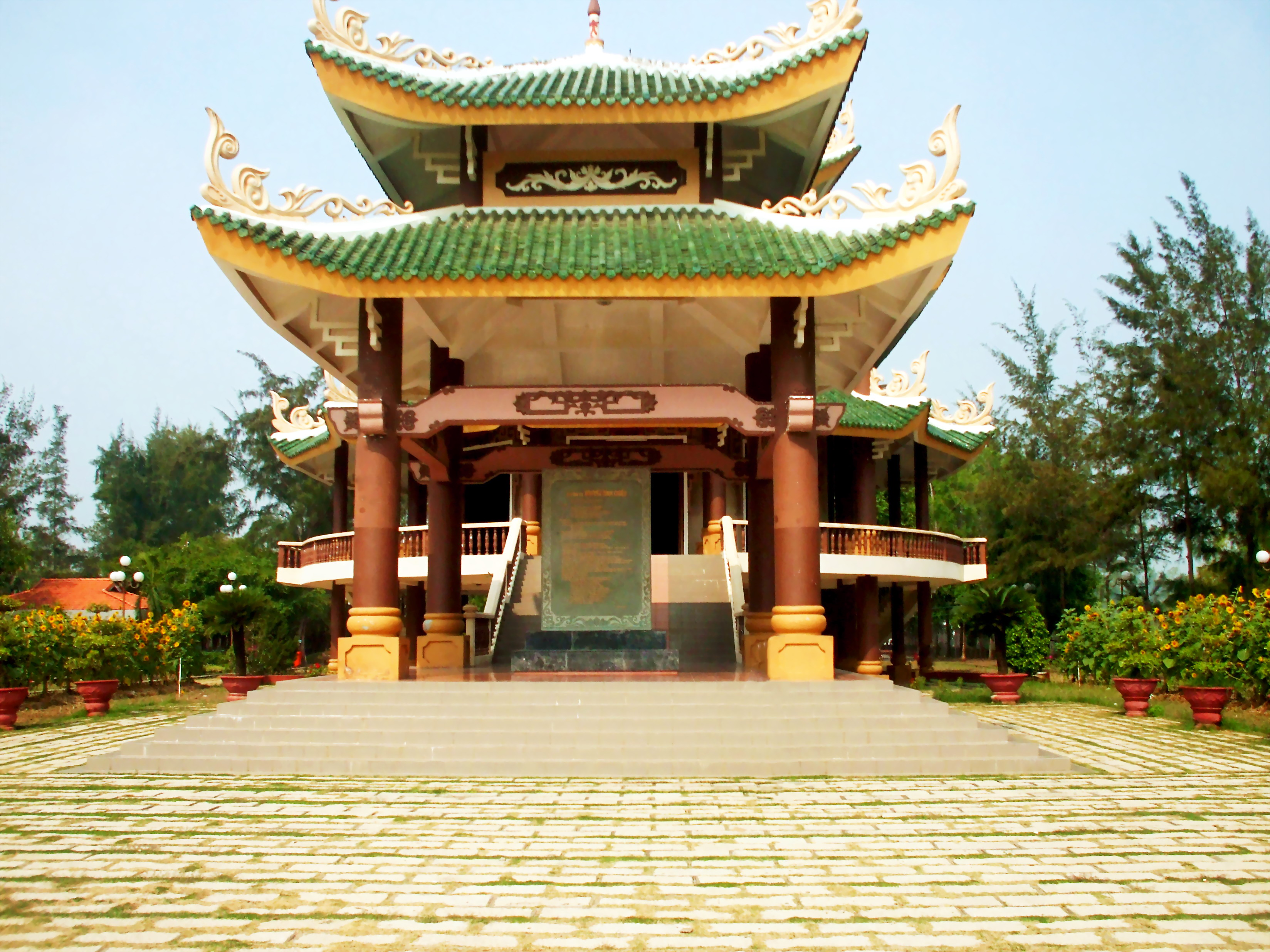
Đền thờ Nguyễn Đình Chiểu trong khu đền mộ.
Tượng Nguyễn Đình Chiểu trong Văn miếu Trấn Biên, Biên Hòa, Đồng Nai.
Chân dung Nguyễn Đình Chiểu.

## Sách tham khảo chính
- Ca Văn Thỉnh-Nguyễn Sỹ Lâm-Nguyễn Thạch Giang, Nguyễn Đình Chiểu toàn tập (gồm 2 quyển). Nhà xuất bản Đại học vả Trung học chuyên nghiệp, 1980.
- Lê Chí Dũng, mục từ "Nguyễn Đình Chiểu" in trong Từ điển văn học (bộ mới). Nhà xuất bản Thế giới, 2004.
- Hoàng Hữu Yên (Chủ biên), Văn học thế kỷ XIX. Nhà xuất bản Khoa học xã hội, 2004.
- Trần Đình Sử (Tổng Chủ biên), Ngữ văn 11 (nâng cao), tập 1, Nhà xuất bản Giáo dục, 2006.